# 百科全书 (书籍)
《百科全书》（Da'irat al-Ma'arif）是黎巴嫩学者布斯塔尼（Butrus al-Bustani）与其儿子在1876年－1887年间编写的一部百科全书。初版分11卷。布斯塔尼编写了6卷，他的儿子萨利姆续编了2卷，9-11卷由其他人补编。1956年出版的第3版已经是现代意义上的百科全书。